# Kawasaki Type 88 (бомбардувальник)
«Легкий бомбардувальник Тип 88» (яп. 八八式軽爆撃機, Хачіхачі-шікі Кейбакуґекі кі) — легкий одномоторний бомбардувальник Імперської армії Японії, створений на базі розвідувального літака Kawasaki «Тип 88» для заміни бомбардувальника Mitsubishi «Тип 87».

## Історія
На кінець 1920-х років японська армія мала на озброєнні тільки незначну кількість легких бомбардувальників Mitsubishi 2MB1, і зі збільшенням ролі авіації в військовій стратегії потреба в кращих бомбардувальниках була очевидною. Спочатку очікувалось, що новий тримісний легкий бомбардувальник, який розроблявся на армійській мануфактурі в Токородзаві стане заміною, але проблеми і затримки з розробкою останнього заставили армію шукати інші варіанти. Як перехідний варіант вирішили використати модифіковану версію успішного розвідника Kawasaki «Тип 88-2».
Літак отримав бомбові підвіси під фюзеляжем, посилене нижнє крило і бомбовий приціл, також було прибрано курсовий кулемет. Модифікація виявилась успішною і була прийнята на озброєння під назвою «Легкий бомбардувальник Тип 88» (яп. 八八式軽爆撃機, Хачіхачі-шікі Кейбакуґекі кі). Серійне виробництво почалось літом 1929 року і до грудня 1933 року було виготовлено 407 літаків: 370 на заводах Kawasaki  і ще 37 на заводі Tachikawa. Візуально бомбардувальник «Тип 88» відрізнявся від свого розвідувального варіанту наявністю двох додаткових розпірок між крилами в центральній секції.
Бомбардувальник «Тип 88» використовувався бойовими частинами до 1938 року і використовувались під час японського вторгнення в Маньчжурію і початкових етапів японсько-китайської війни. Декілька «Тип 88» були обладнані обладнанням для застосування хімічної зброї, а також метеорологічне обладнання. Хоча мала швидкість літака була помітним недоліком, він використовувався паралельно з своїм наступником Kawasaki Ki-3, і були повноцінно замінені бомбардувальником Kawasaki Ki-32.

## Тактико-технічні характеристики
Дані з Japanese Aircraft 1910—1941

### Технічні характеристики
- Екіпаж: 2 особи
- Довжина: 12,8 м
- Висота: 3,4 м
- Розмах крил: 15 м
- Площа крил: 48 м²
- Маса пустого: 1850 кг
- Маса спорядженого: 3100 кг
- Навантаження на крило: 64,5 кг/м²
- Двигун: 12-циліндровий V-подібний Kawasaki BMW VI водяного охолодження
- Потужність: 450—600 к. с.
- Гвинт: дволопатеві дерев'яні гвинти
- Питома потужність: 6,88 кг/к.с.

### Льотні характеристики
- Максимальна швидкість: 212 км/год (на рівні моря)
- Час набору висоти 3000 м: 18 хвилин
- Практична висота: 5500 м
- Час польоту: 6 годин

### Озброєння
- Стрілецьке:
  - 2 × 7,7-мм кулемети в турелі
- Бомбове навантаження:
  - 200 кг бомб